# Макриан Младши
Тит Фулвий Юний Макриан, наричан Макриан Младши (на латински: Titus Fulvius Iunius Macrianus или Macrianus Minor) е римски узурпатор.
Той е син на римския генерал Фулвий Макриан Старши. Майка му Юлия или Гюния е благородничка. Брат е на Тит Фулвий Юний Квиет (узурпатор).
През 260 г., след вземането в плен на Валериан I от сасанидите, с помощта на баща си и Балиста, преториански префект на Валериан, заедно с брат си Квиет е издигнат за император. На път за Рим, той е победен в битката при Сердика в Тракия през 261 г. от Авреол, генерал на Галиен, където заедно с баща му е убит.